# Mansoureh Behkish
Mansoureh Behkish (منصوره بهکیش) (geboortedatum en -plaats onbekend) is een Iraanse mensenrechtenactivist. Ze is lid van de actiegroepen 'Moeders en Families van Khavaran' en 'Moeders van Laleh Park', gevormd door moeders wier kinderen zijn gearresteerd, vermoord en verdwenen tijdens de massamoorden van Iraanse politieke gevangenen in de zomer van 1988. Behkish verloor daarbij zelf zes familieleden. In februari 2018 werd ze veroordeeld tot een gevangenisstraf van 7,5 jaar voor "propaganda tegen de staat" en "samenzwering tegen het land". Deze 7 jaar werden toegevoegd aan een eerdere strafeis uit 2011. Op 25 december dat jaar werd de activiste veroordeeld tot 4,5 jaar gevangenisstraf voor "vergadering en samenzwering met als doel het schaden van de nationale veiligheid" en "propaganda tegen het systeem".

## Activisme
Behkish is een actief en prominent lid van de sociale-emancipatiebewegingen 'Moeders en families van Khavaran' (ook bekend als 'Moeders van Khavaran') en 'Moeders van Laleh Park' (ook bekend 'Rouwende Moeders'). Ze was finalist voor de Front Line Award for Human Rights Defenders at Risk in 2013.

## Vervolging
In een open brief aan president Hassan Rohani uit 7 augustus 2013 beschrijft Mansoureh Behkish haar rechtsvervolging en veroordeling als volgt: 
"Ik ben meerdere keren gearresteerd, alleen omdat ik zoek naar waarheid en gerechtigheid en omdat ik antwoorden eis. Ik ben veelvuldig opgeroepen bij de inlichtingendienst en ik ben mijn baan verloren. In februari 2018 is mijn paspoort afgenomen op het vliegveld. Ik ben opgepakt en veroordeeld tot 4 jaar gevangenisstraf met 3,5 jaar voorwaardelijk. Nu leef ik mijn leven in angst voor het moment dat ik terug moet naar de gevangenis om de rest van mijn straf uit te zitten. Op 3 februari 2013 moest ik mij melden bij de Evin-gevangenis maar ik werd weer naar huis gestuurd. Mijn koffer staat nog steeds klaar in een hoek van mijn huis voor het moment dat ik de volgende oproep krijg. Ik weet eerlijk waar niet wat er nu met mij gaat gebeuren, nu ik in deze brief de bittere waarheid heb beschreven over hoe er tegen ons wordt samengespannen."
Op 16 september 2016 werd Behkish aangehouden op het Imam Khomeini International Airport in Teheran toen ze onderweg was naar haar dochter in Ierland. Tijdens dit incident is haar paspoort ingenomen en werd ze opgeroepen voor de Shahid Moghaddas Rechtbank in de Evin-gevangenis te verschijnen. Op 29 oktober 2016 volgde de uitspraak dat Behkish verdacht werd van "vergadering en samenzwering met als doel het schaden van de nationale veiligheid" en "het verspreiden van propaganda tegen het systeem". Ongeveer een jaar later, in februari 2018, werd ze veroordeeld tot 7,5 jaar gevangenisstraf.

## Steun van mensenrechtenorganisaties
Een samenwerking van twintig mensenrechtenorganisaties, waaronder Human Rights Watch en Amnesty International, publiceerde een verklaring waarin zij de Iraanse overheid beschuldigen van het onderdrukken van vreedzame acties met betrekking tot de executies van 1980. In de verklaring wordt ook de zaak Masoureh Behkish genoemd.  
In een andere verklaring stelt Amnesty International dat Behkish' veroordeling "enkel voortkomt uit haar vreedzame politieke acties voor waarheid en gerechtigheid, zoals het houden van herdenkingsbijeenkomsten in haar woning; het bezoeken van de families van slachtoffers; het brengen van bloemen naar Khavaran (een verlaten massabegraafplaats in het zuiden van Teheran), waar twee van haar broers vermoedelijk zijn begraven; en het delen van informatie over mensenrechtenschendingen door het Iraanse regime op Facebook en andere online platforms." Amnesty International stelt verder dat Behkish tijdens haar proces geen toegang had tot een advocaat en dat het proces minder dan een uur in beslag nam.